# Malé Kršteňany
Malé Kršteňany (in ungherese Kiskeresnye) è un comune della Slovacchia facente parte del distretto di Partizánske, nella regione di Trenčín.